# Enrico Marini
Enrico Marini (Liestal, 13 de agosto de 1969) es un dibujante de cómic suizo que destaca por series como El Escorpión, Rapaces y Las Águilas de Roma.

## Biografía
Marini nació en Liestal (Suiza) en 1969. Entre 1987 y 1991 estudió artes gráficas en la Escuela de Bellas Artes de Basilea.
El autor se dio a conocer al gran público en la década de 1990 gracias a la publicación de Gipsy, una obra de ciencia ficción protagonizada por un camionero gitano.
En el año 1998 comienza una colaboración con el reconocido guionista Jean Dufaux, que fructifica en una serie en cuatro álbumes titulada Rapaces. Se trata de un noir protagonizado por una pareja de vampiros y una agente de policía.
A partir de 2000 alcanza la fama gracias a la publicación de El Escorpión, una serie que se inspira en los clásicos de capa y espada.
Fruto del reconocimiento y la popularidad recibida, en 2018, DC Cómics lo invita a escribir una historia de Batman en dos volúmenes y formato europeo.

## Obra

### Les dossiers d'Olivier Varèse
- 1990 : T.1 La colombe de la place Rouge, scénario Marelle, éd. Alpen Publishers
- 1992 : T.2 Bienvenue à Kokonino World, scénario Thierry Smolderen, éd. Alpen Publishers
- 1992 : T.3 Raid sur Kokonino World, scénario Thierry Smolderen, éd. Alpen Publishers
- 1993 : T.4 Le parfum du magnolia, scénario Georges Pop, éd. Alpen Publishers

### Gipsy
- 1993 : T.1 L'étoile du Gitan, scénario Thierry Smolderen, éd. Alpen Publishers
- 1994 : T.2 Les feux de Sibérie, scénario Thierry Smolderen, éd. Les Humanoïdes Associés
- 1995 : T.3 Le jour du Tsar, scénario Thierry Smolderen, éd. Les Humanoïdes Associés
- 1997 : T.4 Les yeux noirs, scénario Thierry Smolderen, éd. Dargaud
- 1999 : T.5 L'aile blanche, scénario Thierry Smolderen, éd. Dargaud
- 2002 : T.6 Le rire Aztèque, scénario Thierry Smolderen, éd. Dargaud

### L'Étoile du désert
- 1996 : L'Étoile du désert T.1, scénario Stephen Desberg, éd. Dargaud
- 1996 : L'Étoile du désert T.2, scénario Stephen Desberg, éd. Dargaud
- 1999 : Carnet de Croquis, éd. Dargaud

### Les Héritiers du Serpent
- 1998 : Les Héritiers du Serpent, scénario Exem, éd. Suzanne Hurter

### Rapaces
- 1998 : Rapaces 1, scénario Jean Dufaux, éd. Dargaud
- 2000 : Rapaces 2, scénario Jean Dufaux, éd. Dargaud
- 2001 : Rapaces 3, scénario Jean Dufaux, éd. Dargaud
- 2003 : Rapaces 4, scénario Jean Dufaux, éd. Dargaud

### Le Scorpion
- 2000 : T.1 La marque du diable, scénario Stephen Desberg, éd. Dargaud
- 2001 : T.2 Le secret du Pape, scénario Stephen Desberg, éd. Dargaud
- 2002 : T.3 La croix de Pierre, scénario Stephen Desberg, éd. Dargaud
- 2004 : T.4 Le Démon au Vatican, scénario Stephen Desberg, éd. Dargaud
- 2004 : T.5 La vallée sacrée, scénario Stephen Desberg, éd. Dargaud
- 2005 : T.6 Le trésor du Temple, scénario Stephen Desberg, éd. Dargaud
- 2006 : T.7 Au Nom du Père, scénario Stephen Desberg, éd. Dargaud
- 2007 : H.S. Le procès scorpion, scénario Stephen Desberg, éd. Dargaud
- 2008 : T.8 L'ombre de l'ange, scénario Stephen Desberg, éd. Dargaud
- 2010: T.9 Masque de la Verite, scenario Stephen Desberg, ed. Dargaud
- 2012：T.10 Au nom du fils, scenario Stephen Desberg, ed. Dargaud
- 2014：T.11 La neuvieme familie, scenario Stephen Desberg, es Dargaud

### Les Aigles de Rome
- 2007 : T.1 Livre I, scénario et dessin Enrico Marini, éd.Dargaud
- 2009 : T.2 Livre II, scénario et dessin Enrico Marini, éd.Dargaud
- 2011 : T.3 Livre III, scénario et dessin Enrico Marini, éd.Dargaud
- 2013 : T.4 Livre IV, scénario et dessin Enrico Marini, éd.Dargaud
- 2016 : T.5 Livre V, scénario et dessin Enrico Marini, éd.Dargaud

## Premios
- En el año 2002 obtuvo el Premio Internacional de la Crítica en la categoría de Mejor dibujante extranjero..[1]
- En el año 2018 obtuvo el Premio Carlos Giménez en la categoría de Mejor dibujante internacional por su obra Batman: Príncipe Oscuro, publicada durante el mismo año por ECC Ediciones.[2]

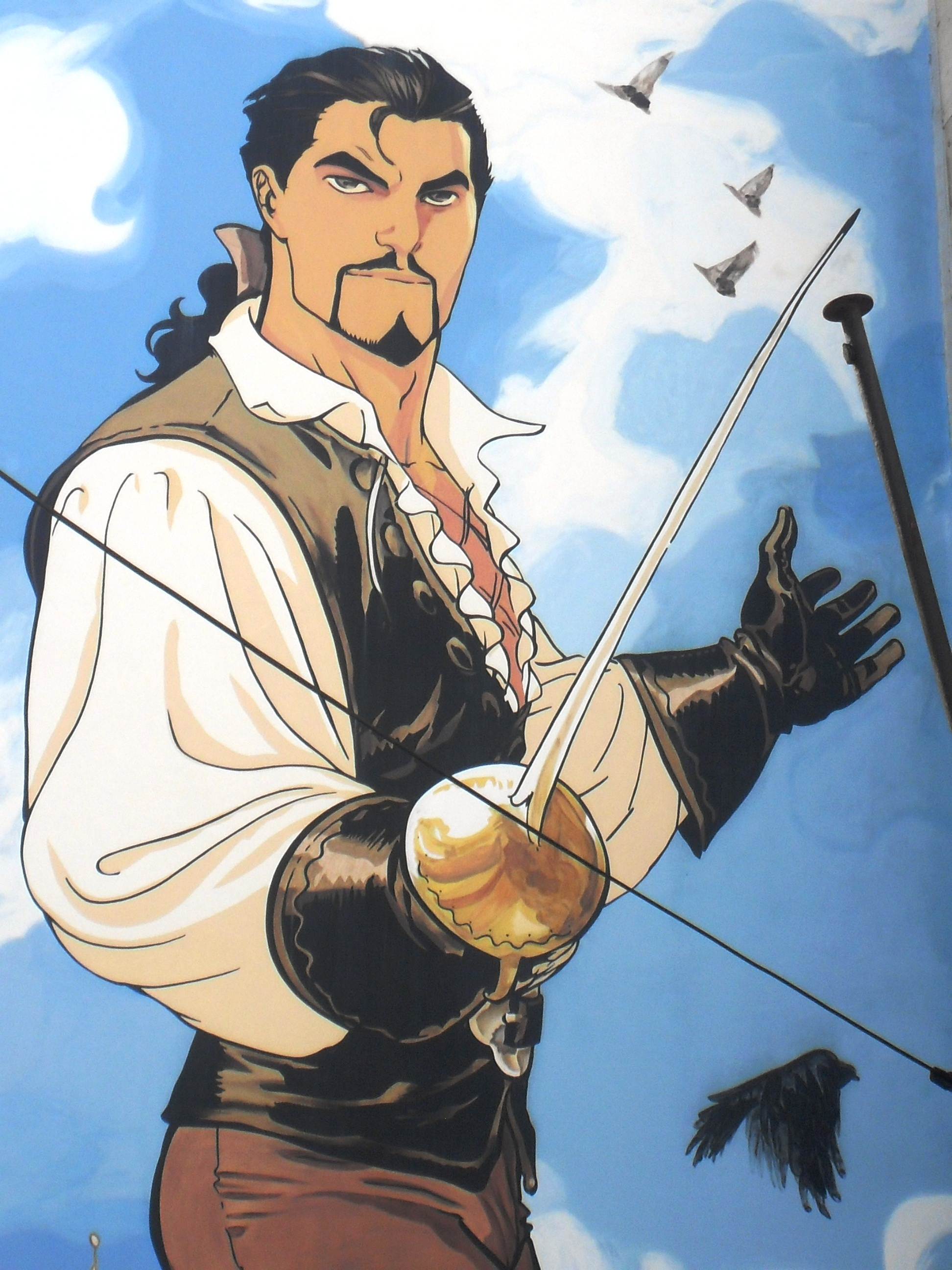
El Escorpión (mural en Bruselas).